# Max Green
Maxwell "Max" Scott Green, född 15 december 1984 i Cincinnati, Ohio, USA, är en amerikansk musiker. Han var basist i post-hardcore/screamo-gruppen Escape the Fate från 2004 till slutet av 2011. År 2012 blev han sångare för Post-hardcore/Metalcore-bandet The Natural Born Killers.

## Historia
Green är född i Cincinnati, Ohio. Han flyttade till Pahrump och bodde där i tre och ett halvt år, för att sedan bosätta sig i Las Vegas. Han har en lillebror som heter Todd och en storebror som heter Jason. Green är manager för band som The Seventh Plague, Secrets Kept In Suicide och Witness The Forecast. Till en början spelade han elgitarr, men bytte till basgitarr eftersom det redan fanns så många elgitarrister och han ville vara annorlunda. Vad som inspirerade honom att börja spela basgitarr var The RX bandits CDskivor "progress" "the resignation" och "and the battle begun". Banden som inspirerade honom att bli känd var Mötley Crue, AC/DC, Metallica, och Marilyn Manson. Han har alltid velat bli en känd musiker och otroligt nog lärde han sig själv att growla genom att lyssna på Underoaths album "They're only chasing safety". Han har också kopplingar till DCMA, Skelanimals och klädlinjen “Malus”. Han har också en egen klädlinje, Opiumclothing. Han har snakebites, en näspiercing, uttöjningar i öronen och en hel massa tatueringar.

## Escape the Fate era
Escape the Fate är ett amerikanskt post-hardcore-band från Las Vegas, Nevada, som startade 2004. De har släppt en EP och tre studioalbum. Det senaste är det självbetitlade albumet Escape the Fate som släpptes 2 november 2010. 

### Formation och Dying Is Your Latest Fashion (2005–2008)
Innan de startade Escape the Fate var sångaren Ronnie Radke, basisten Max Green, trummisen Robert Ortiz, gitarristen Bryan Monte Money, och gitarristen Omar Espinosa med i flera olika band tillsammans.
I september 2005 vann Escape the Fate en lokal radiotävling bedömd av My Chemical Romance. Priset var att de skulle få vara förband åt My Chemical Romance under en spelning på deras turné med Alkaline Trio och Reggie and the Full Effect, vilket ledde till Escape the Fates avtal med skivbolaget Epitaph records. 
Den 23 maj 2006 släppte bandet sin första EP med titeln There's No Sympathy for the Dead. EP:n inkluderade två låtar som också fanns med på studioalbumet: Dying Is Your Latest Fashion. EP:n producerades av Michael Baskette och hjälpte till att locka fans och skivbolag. Sedan de släppt EP:n lämnade keyboardisten Carson Allen dem för att gå med i bandet On the Last Day. 
26 september 2006 släppte bandet sitt första album, Dying Is Your Latest Fashion. 
Under 2007, under Black on Black-turnén, lämnade Omar Espinosa bandet, eftersom han inte gillade att Max och Ronnie drogade. Men de lovade att sluta och då kom han tillbaka. Men det dröjde inte länge förrän Ronnie hade brutit sitt löfte, och Omar tog då första bästa flyg hem igen. 
Ronnie Radke blev sparkad ur bandet eftersom han var med i ett bråk och senare hamnade i fängelse. Max har senare sagt att han behövde välja mellan bandet och Ronnie, eftersom ingen av de andra ville vara med i bandet om Ronnie skulle vara kvar. Eftersom han älskade sitt band och inte ville att de skulle splittras fick därför Ronnie gå. Bandet började spela in en ny skiva och åkte på turnering. 

### This War Is Ours (2008–2010)
Sedan Ronnie hade slutat gick grundaren och sångaren av Blessthefall Craig Mabbitt med i bandet. Först som tillfällig ersättare, men senare som permanent medlem.
This War Is Ours släpptes 21 oktober 2008. Den inkluderade singlarna "The Flood", "Something", "10 Miles Wide", och "This War Is Ours (The Guillotine Part II)". Det var Escape the Fates första skiva med Craig Mabbitt som sångare. 
Bandet följde med Hollywood Undead och Atreyu på turnering som började 16 oktober, och turnerade i Europa under december. 
Escape The Fate avslöjade via MySpace att de skulle spela in en video för "This War Is Ours (The Guillotine Part II)" 9 januari 2010. Den spelades in på Yost Theater i Santa Ana, Kalifornien. 
Den 15 februari avslöjade Epitaph Records den nya versionen av the This War Is Ours-albumet, en deluxe DVD/CD. Den släpptes 27 april 2010. 
Escape The Fate turnerade i Australien under Soundwave Festival och började officiellt spela "Bad Blood" från This War Is Ours Deluxe som en del av sin liveshow. 
Den 2 april 2010 släppte bandet sin musikvideo för "This War Is Ours (The Guillotine Part II)" på MySpace video. 
20 april 2010 släppte bandet sin fullständiga version av "Bad Blood", innan den egentligen skulle släppas från Voxbloc.com.

### Escape the Fate, album (2010)
I en intervju under Warped Tour 2009 berättade Max Green att albumet kommer att innehålla en låt av Mick Mars från Mötley Crüe
Den 24 juli 2010 åkte de iväg på turnering i Syd- och Centralamerika. De turnerade i Brasilien, Argentina, Colombia, Chile och Venezuela. 
Mabbitt skrev på sin Twitter att albumet kommer snabbare än planerat. Han har också berättat att det kommer att bli en "Guillotine 3: The Aftermath" på albumet. 
26 juli skrev Escape the Fate via MySpace att det är några nya ändringar i albumet. Till exempel släpps det via skivbolaget DGC / Interscope och produceras av Don Gilmore. Max Green har kommenterat albumet: "This record is the cure for the modern day music epidemic. We are wiping the slate clean and re-writing rock music as you know it.” 
Bandet släppte officiellt sin singel, "Issues", 15 september 2010. Musikvideon för Issues fanns 21 september på Youtube. 
Den 12 november 2010 ställde Escape the Fate in sin Europaturnering med Bullet For My Valentine för att stanna med Max Green som var på rehab för droger och alkoholproblem.
Den 4 mars 2012 skrev Green på Twitter att han inte längre spelar i Escape the Fate. Han skrev inte varför, annat än att det hade att göra med förändringar i musiken och personliga skäl.

## The Natural Born Killers
The Natural Born Killers är namnet på Greens nya band. Istället för att spela basgitarr spelar han nu elgitarr och har också varit med att sjunga refrängen i flera av låtarna, och skrivit många av texterna. Bland annat sjunger han refrängen på "Last Day" med sångaren Clayton Ryan i bakgrunden. Han har även sagt att han gör alla growls själv. 
Bandet har släppt ett antal låtar: "Last Day", "You brought this on yourself", "Whispers of the muse", "With or without you", "Look in your eyes", och deras första EP Oblivion släpptes 2012.